# Diaporthe alnea
Diaporthe alnea är en svampart som beskrevs av Fuckel 1870. Diaporthe alnea ingår i släktet Diaporthe och familjen Diaporthaceae.   Inga underarter finns listade i Catalogue of Life.